# White House Trail
Le White House Trail est un sentier de randonnée américain dans le comté d'Apache, en Arizona. Il est entièrement situé au sein du monument national du Canyon de Chelly, où il permet d'atteindre la White House.